# Jocurile Olimpice de vară din 1976
A XXI-a ediție a Jocurilor Olimpice s-a desfășurat la Montréal, Quebec, Canada în perioada 17 iulie - 1 august 1976. Montréal a obținut dreptul de a organiza aceste jocuri olimpice în mai 1970 în detrimentul orașelor: Moscova și Los Angeles, care au devenit orașe gazdă ale jocurilor olimpice în 1980 respectiv 1984. Ceremonia a fost deschisă de regina Elisabeta a II-a a Marii Britanii. 
Au participat 92 de țări și 6.028 de sportivi. Canada, țara gazdă, a obținut numai cinci medalii de argint și șase medalii de bronz. A fost pentru prima dată în istoria Jocurilor Olimpice când țara gazdă nu obține nici o medalie de aur.

## Sporturi olimpice
| - Atletism - Baschet - Box - Caiac canoe - Canotaj - Ciclism | - Echitație - Fotbal - Gimnastică - Haltere - Handbal - Hochei pe iarbă | - Judo - Lupte - Natație - Navigație - Pentatlon modern - Polo pe apă | - Sărituri în apă - Scrimă - Tir - Tir cu arcul - Volei |

## Clasament pe medalii

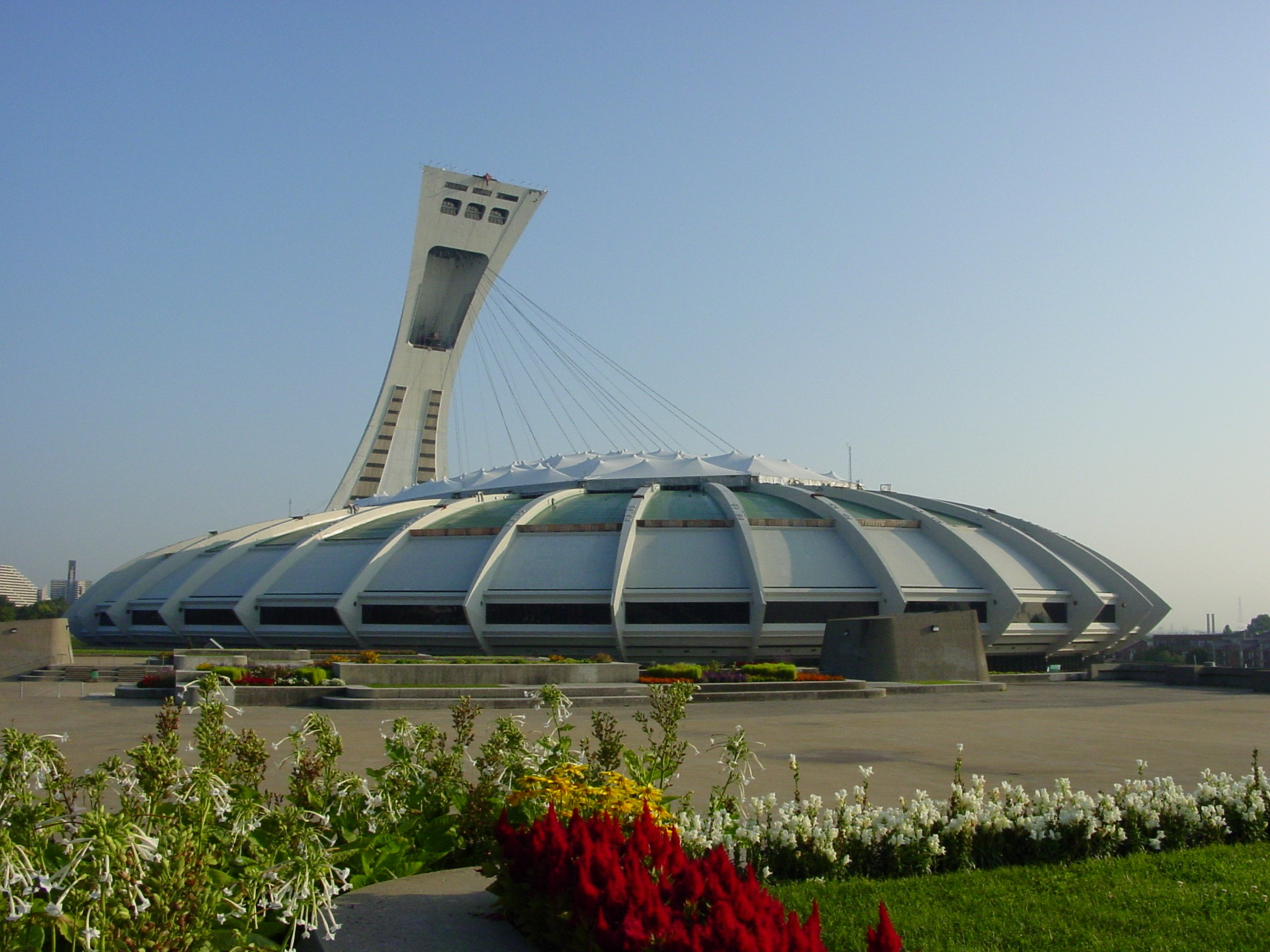
Stadionul olimpic din Montréal

| Jocurile Olimpice de vară 1976 |                            |     |        |       |       |
| Poz.                           | Țară                       | Aur | Argint | Bronz | Total |
| 1                              | Uniunea Sovietică          | 49  | 41     | 35    | 125   |
| 2                              | Germania de Est            | 40  | 25     | 25    | 90    |
| 3                              | Statele Unite ale Americii | 34  | 35     | 25    | 94    |
| 4                              | Germania de Vest           | 10  | 12     | 17    | 39    |
| 5                              | Japonia                    | 9   | 6      | 10    | 25    |
| 6                              | Polonia                    | 7   | 6      | 13    | 26    |
| 7                              | Bulgaria                   | 6   | 9      | 7     | 22    |
| 8                              | Cuba                       | 6   | 4      | 3     | 13    |
| 9                              | România                    | 4   | 9      | 14    | 27    |
| 10                             | Ungaria                    | 4   | 5      | 13    | 22    |

## Țări participante

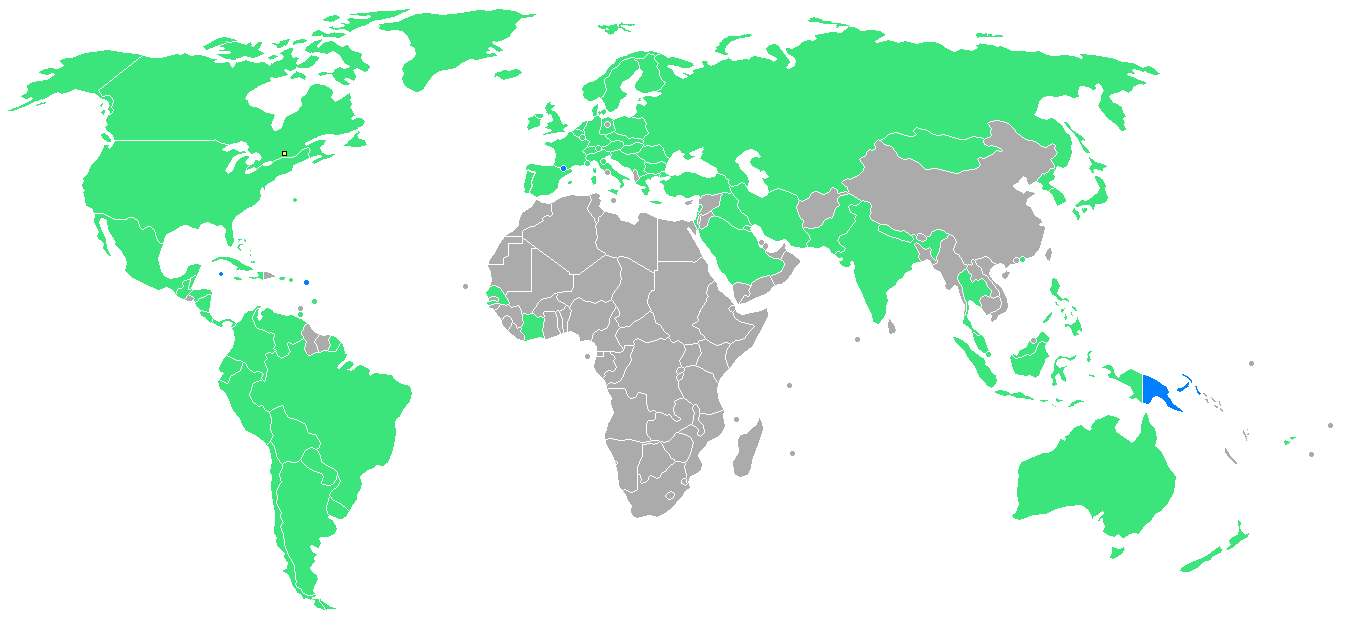
Țări participante

| - Andorra - Antigua și Barbuda - Antilele Neerlandeze - Arabia Saudită - Argentina - Australia - Austria - Bahamas - Barbados - Belgia - Belize - Bermuda - Bolivia - Brazilia - Bulgaria - Canada - Cehoslovacia - Chile - Columbia - Coreea de Nord - Coreea de Sud - Costa Rica - Côte d'Ivoire | - Cuba - Danemarca - Republica Dominicană - Germania de Est - Germania de Vest - Ecuador - Egipt - Elveția - Fiji - Filipine - Finlanda - Franța - Marea Britanie - Grecia - Guatemala - Haiti - Honduras - Hong Kong - Ungaria - Islanda - India - Indonezia - Insulele Cayman | - Insulele Virgine - Iugoslavia - Iran - Irlanda - Israel - Italia - Jamaica - Japonia - Kuwait - Liban - Liechtenstein - Luxembourg - Malaysia - Mexico - Monaco - Mongolia - Maroc - Nepal - Noua Zeelandă - Nicaragua - Norvegia - Pakistan | - Panama - Papua Noua Guinee - Paraguay - Peru - Polonia - Portugalia - Puerto Rico - România - San Marino - Senegal - Singapore - Spania - Surinam - Suedia - Thailanda - Trinidad-Tobago - Tunisia - Turcia - Țările de Jos - Statele Unite - URSS - Uruguay - Venezuela |

## Boicot
Următoarele țări africane au boicotat Jocurile Olimpice pentru a protesta împotriva prezenței echipei de rugbi a Noii Zeelande în Africa de Sud.
| - Algeria - Camerun - Ciad - Congo - Egipt - Etiopia - Gabon - Gambia - Ghana - Guyana | - Irak - Kenya - Libia - Madagascar - Malawi - Mali - Maroc - Niger - Nigeria - Republica Centrafricană | - Sudan - Swaziland - Tanzania - Togo - Tunisia - Uganda - Volta Superioară - Zambia |

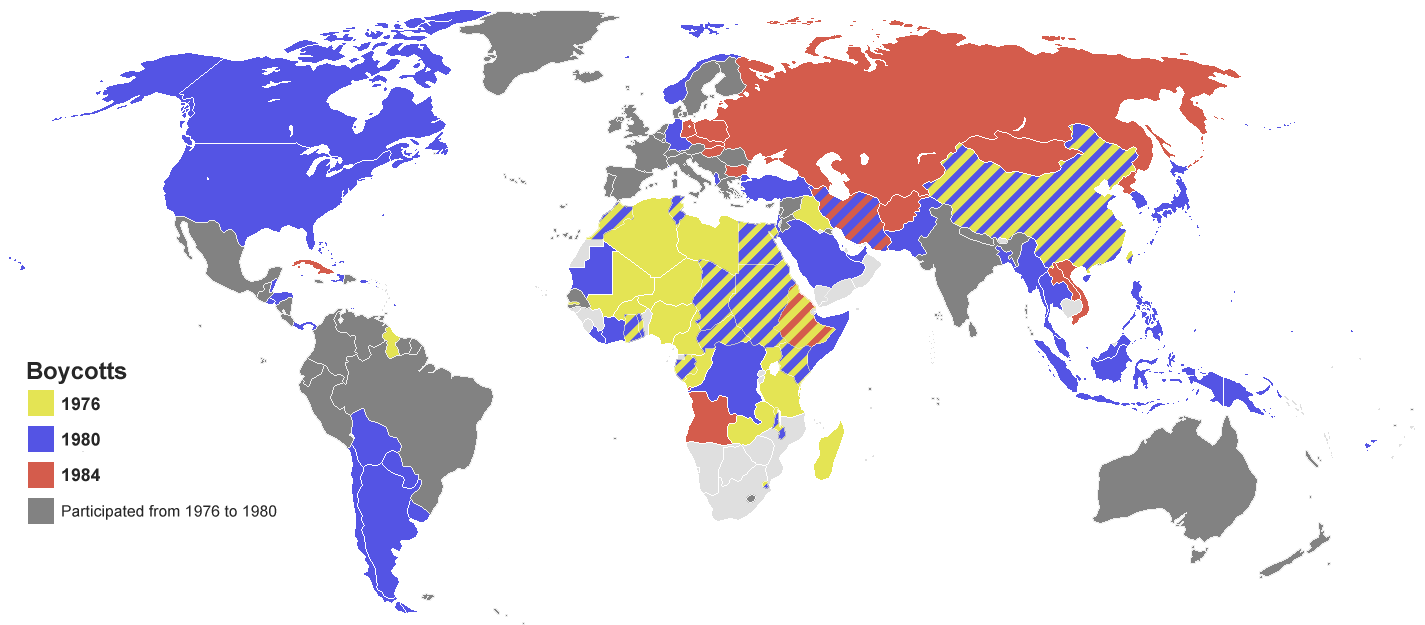
Țările care au boicotat sunt evidențiate cu galben, verde și portocaliu

Notă: Zair a acuzat cauze financiare mai degrabă decât cele politice

## România la JO 1976
România s-a clasat pe locul 9 în clasamentul pe medalii și a obținut 27 de medalii dintre care 4 de aur. Nadia Comăneci, gimnasta de 14 ani, a obținut șapte note de 10, pentru prima dată în istoria gimnasticii mondiale când nota 10 a fost acordată unui gimnast. Din cele 4 medalii de aur ale României, 3 au fost obținute de Nadia Comăneci.